# Отложенное удовольствие

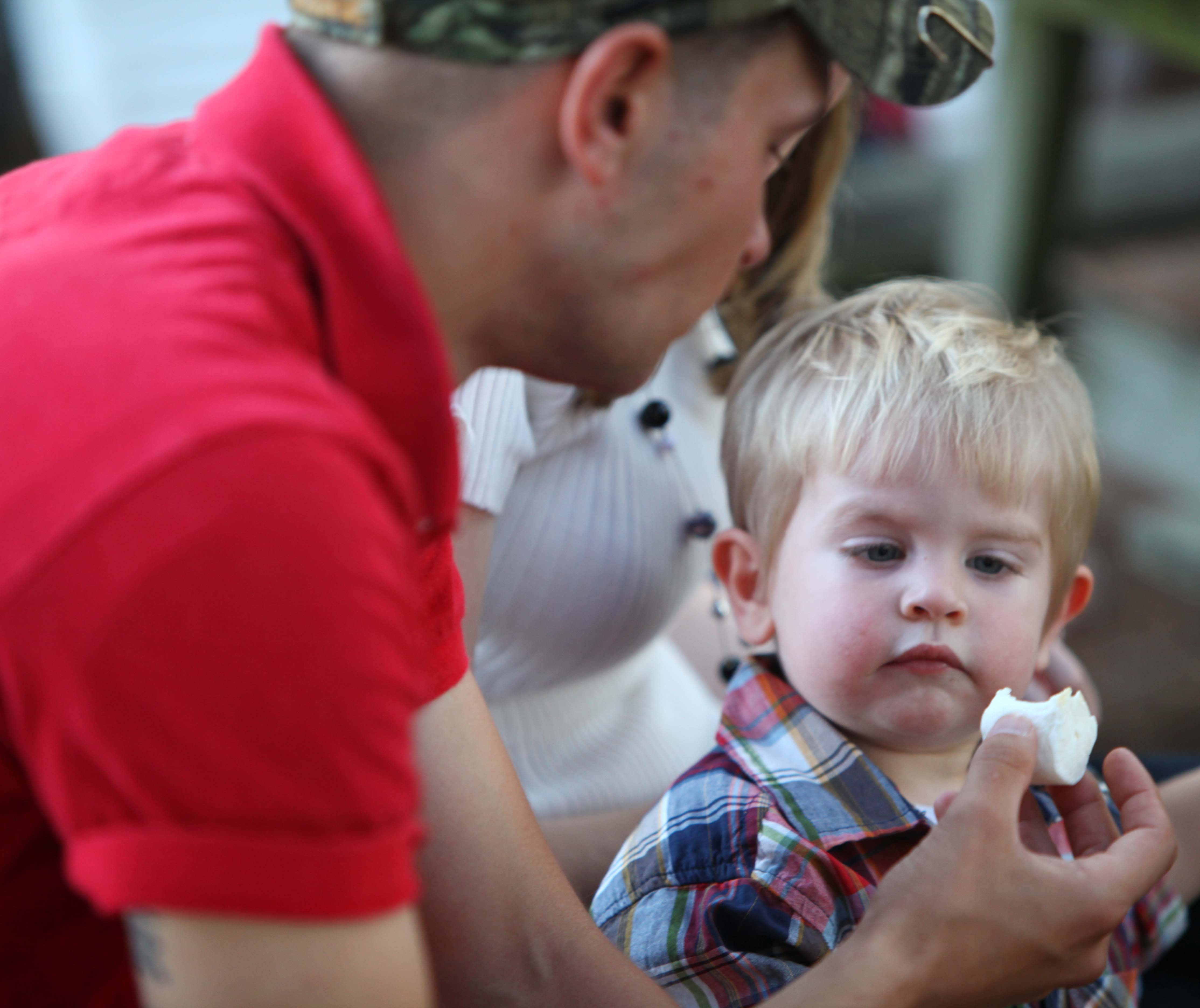

Отложенное удовольствие (или отложенное удовлетворение, отложенное вознаграждение, отсроченное вознаграждение) (англ. Delayed gratification) — психологический феномен, обозначающий специальный тип выбора, при котором человек отказывается от немедленного вознаграждения, а наоборот предпочитает получить удовольствие потом, в будущем. Данное понятие тесно связано с волевой саморегуляцией.. Хорошо развитая способность откладывать получение удовольствия коррелирует с разными типами достижений, в том числе академической успеваемостью, экономическим состоянием и уровнем здоровья. Термин отложенного удовольствия активно изучался в сериях экспериментах американского психолога Уолтера Мишеля и его сотрудников.

## Классический эксперимент
Стэнфордский зефирный эксперимент проведён в 1970 году под руководством психолога Уолтера Мишеля. В исследованиях детям предлагали два выбора: 1) сразу получить небольшое вознаграждение или 2) получить двойную награду, но подождать её в течение некоторого времени (примерно 15 минут). В качестве вознаграждения использовался зефир, печенье или сухарик.
В последующих исследованиях было показано, что дети, которые успешно проходили тест, то есть и не съедали зефир сразу, пока экспериментатор отсутствовал, а дожидались его и получали двойную порцию зефира, как правило, также позже демонстрировали и более высокие баллы в тесте SAT (стандартный тест для приёма в вузы США), более высокий уровень образования, индекс массы тела (ИМТ) и другие показатели качества жизни.
В 2018 году Тайлер Уоттс и другие опубликовали исследование, опровергавшее эксперимент. Аргументация авторов состояла в том, что изначальный эксперимент был проведён на нескольких десятках детей сотрудников университета, Уоттс же провёл его на 900 детях с разделением по расе и доходу. К 20 годам влияние «силы воли» оказалось близким к статистической погрешности, при этом обнаружилась общая причина — достаток в семье, влиявший и на «силу воли», и на успешность. Дело в том, что для бедных «потом» могло никогда не наступить, для богатых же угощение из эксперимента было незначительной наградой, поскольку дома им была доступна более ощутимая.
В 2019 году этот эксперимент снова повторили, он подтвердил выводы первого эксперимента и опроверг "опровержение" от 2018 года.

## Факторы, влияющие на отложенное удовольствие

### Нейрофизиологические факторы
B. J. Casey и его коллеги в своем исследовании обнаружили, что у испытуемых с низкой отложенным удовольствием увеличивается активность стриатума — структуры, которая связана с вознаграждением и чувством удовольствия, когда они сопротивляются привлекательным сигналам. Он предложил, что чувствительность к положительным социальным сигналам влияет на способность человека мыслить и действовать, таким образом, снижает уровень саморегуляции.

### Психологические факторы
Предполагается, что отложенное удовольствие тесно связано с уровнем саморегуляции человека. Существует также теория, согласно которой, способность откладывать удовлетворение контролируется когнитивно-эмоциональной системой личности (CAPS)